# Шлях перемоги
«Шлях перемо́ги» — громадсько-політичний тижневик в Україні, офіційний орган Організації українських націоналістів (Степана Бандери).

## В діаспорі
Друкований орган ОУН Степана Бандери спочатку виходив на еміграції, в Мюнхені, з 28 лютого 1954. В еміграційний період газета пропагувала націоналістично-ревізійні ідеї визвольної боротьби, відстоювала позиції Антибольшевицького Блоку Народів, ґлорифікувала УПА як учасника у Другій світовій війні проти націонал-соціалізму і більшовизму.
Також вміщувалися статті про деталі боротьби ОУН, УПА, УГВР у період з 1942 по 1956. Газета мала сторінку для молоді під назвою «Ідея і чин», сторінку для жіноцтва — «Голос Об'єднання Жінок ОУВФ», окрему музичну сторінку «Наша музична енциклопедія» (редактор М. Михайловський). Претендувала на інтегральний пресовий орган української націоналістичної еміграції.
Серед редакторів були відомі діячі культури та журналістики: Петро Кізко, Дмитро Штикало, Д. Чайковський, Мирослав Стиранка, Борис Вітошинський, Степан Ленкавський, Г. Драбат, Володимир Косик, А. Бедрій, Степан Галамай, Андрій Гайдамаха, І. Кашуба, В. Панчук; співредактори: Ростислав Єндик, Зенон Пеленський, Мирослав Кушнір, Г. Ващенко, Іван Вовчук, П. Олійниченко, В. Давиденко, А. Косовська, Віктор Андрієвський, Я. Бенцаль, Ярослава Стецько, С. Наумович, О. Демчук, Ярослав Гайвас, Роман Рахманний, О. Питляр, Микола Чировський, Ф. Коваль, Володимир Леник, Леонід Полтава та інші.
У власному домі «Шляху Перемоги», крім редакції, містилася друкарня «Цицеро», бюра Українського Визвольного Фронту й Антибольшевицького Блоку Народів. Українське Видавництво, компанія ім. «Шлях Перемоги», видавала політичну й наукову літературу, белетристичні й мемуарні твори; серед інших «Перспективи української революції» С. Бандери, «Мої спомини про недавнє минуле, 1914 — 1920» Д. Дорошенка, «Нарис історії ОУН» П. Мірчука, «Поезія з-за колючих дротів» та ін.

## Український період
З 1993 газета «Шлях Перемоги» видавалася в Україні, у м. Львові (головний редактор Ярослав Сватко). З 1998 редакція часопису «Шлях Перемоги» у Києві (головний редактор Марія Базелюк). З 2002 року видавець газети «Українська видавнича спілка» (директор М. М. Макар). Наклад газети понад 10 тисяч примірників. 
У 2010 році газета «Шлях перемоги» тимчасово перестала виходити через фінансові та організаційні труднощі. Але вже наприкінці 2011 року відновила свою діяльність, хоча з того часу періодичність виходу газети різко зменшилася.
З 2016 року видавець «Українська видавнича справа», газета перереєстрована «Шлях Перемоги. Україна». З 2019 року виходить двічі на місяць. Передплатний індекс 30504.
До 2009 року директором газети був Максим Миронович Макар, а шеф-редактором був Андрій Гайдамаха.
З 2009 головний редактор «Шляху Перемоги» Віктор Рог. Газета й надалі є органом ОУН(б).